# Kahliellidae
Famille
Les Kahliellidae sont une famille de Ciliés de la classe des Hypotrichea et de l’ordre des Urostylida.

## Étymologie
Le nom de la famille vient du genre type Kahliella (de Kahlia, genre décrit par Horvath en 1932), et ella), dédié à Alfred Kahl qui fut une sommité dans le domaine des protozoaires ciliés.

## Description
La pertinence de la famille des Kahliellidae est discutée. Berger, en 2007, faisait à ce propos le commentaire suivant : « Les Kahliellidae Tuffrau, 1979 sont un groupe modérément important d'hypotriches (ou stichotriches). La plupart des genres (Deviata, Kahliella, Neogeneia, Parakahliella, Pseudokahliella, Trachelochaeta, Wallackia) appartenant peut-être à ce groupe ont été établis au cours des trois dernières décennies.
L'apomorphie supposée des Kahliellidae est la conservation des cirres parentaux après la division cellulaire qui n'est, malheureusement, pas une caractéristique très forte. Plusieurs Kahliellidae ont un appareil buccal semblable au genre Gonostomum Sterki, 1878 (de l'ordre des Oxytrichida et la famille des Oxytrichidae), indiquant une relation étroite entre ce genre et la famille des Kahliellidae. »

## Liste des genres
Selon GBIF (11 février 2023) :
- Afrokahliella Berger, 2011
- Balladinopsis Ghosh, 1921
- Balladyna Kowalewski, 1882
- Balladynopsis ⇔ Balladinopsis
- Coniculostomum Njine, 1979
- Deviata Eigner, 1995
- Engelmanniella Foissner, 1982
- Erionella Yankovskij, 1978
- Fragmocirrus Foissner, 2000
- Kahlia Horvath, 1932[3]
- Kahliela Tucolesco, 1962
- Kahliella Corliss, 1960[4] genre type Synonyme : Plesiotricha Dragesco, 1970
  - Espèce type : Kahlia acrobates Horvath, 1932[3]
- Keronopsis Penard, 1922
- Lacazea Dragesco, 1960
- Neogeneia Eigner, 1995
- Paraholosticha Wenzel, 1953
- Parakahliella Berger, Foissner & Adam, 1985
- Paraurostyla Borror, 1972
- Perisincirra Jankowski, 1978
- Perisincirra Yankovskij, 1978
- Pseudokahliella Berger, Foissner & Adam, 1985
- Spirofilopsis Corliss, 1960
- Stylonethes Sterki, 1878
- Tetmemena Eigner, 1999
- Wallackia Foissner, 1976

Selon The Taxonomicon (15 février 2023) :
- Balladyna Kowalewsky, 1882
- Banyulsella Dragesco, 1953[1954]
- Lacazea Dragesco, 1960
- Cladotricha Gaievskaia, 1925
- Deviata Eigner, 1995
- Engelmanniella Foissner, 1982
- Kahliellaᵀ Corliss, 1960
- Neogeneia Eigner, 1995
- Parakahliella Berger et al., 1985
- Paraurostyla Borror, 1972
- Parentocirrus Voss, 1997
- Pseudokahliella Berger et al., 1985
- Trachelochaeta Šrámek-Hušek, 1954
- Wallackia Foissner, 1977[1976]

## Systématique
Le nom valide de ce taxon est Kahliellidae Tuffrau, 1979.

## Publication originale
- Michel Tuffrau, « Une Nouvelle Famille d'Hypotriches, Kahliellidae n. fam., et ses Consequences dans la Repartition des Stichotrichina », Transactions of the American Microscopical Society, Wiley, vol. 98, no 4,‎ octobre 1979, p. 521 (ISSN 0003-0023 et 2325-5145, DOI 10.2307/3225902).